# Instinct (album Iggy’ego Popa)
Instinct – ósmy album solowy Iggy’ego Popa wydany w 1988 roku przez wytwórnię A&M Records.
Album zajął miejsce 110. Billboard top 200 albums, a singel „Cold Metal” zajął miejsce 37. Mainstream rock charts. Album był nominowany do nagrody Best Hard rock/Metal performance w 1989 roku.

## Lista utworów
1. „Cold Metal” – 3:27
2. „High On You” – 4:48
3. „Strong Girl” – 5:04
4. „Tom Tom” – 3:17
5. „Easy Rider” – 4:54
6. „Power & Freedom” – 3:53
7. „Lowdown” – 4:30
8. „Instinct” – 4:12
9. „Tuff Baby” – 4:27
10. „Squarehead” – 5:06

## Twórcy
- Iggy Pop – śpiew
- Steve Jones – gitara
- Seamus Beaghen – instrumenty klawiszowe
- Leigh Foxx – gitara basowa
- Glen Matlock – gitara basowa
- Paul Garisto - perkusja